# Маруся Чурай
Мару́ся Чура́й (1625–1653) — напівлегендарна українська народна співачка та поетеса часів Хмельниччини, яка, за переказами, жила в Полтаві. Їй приписують авторство низки відомих у народі пісень: «Ой не ходи, Грицю», «Котилися вози з гори», «Засвистали козаченьки» тощо.
Починаючи з 1960-х років щодо історичності постаті Марусі Чурай тривають дискусії. Зокрема, музикознавець Леонід Кауфман доводив, що Маруся Чурай існувала, а Григорій Нудьга вважав її літературною легендою, яку створив Олександр Шаховський. Про неї нема жодних документальних відомостей, вона є своєрідним образом-символом, уособленням української жінки — творця народної поезії.

## Біографія
Відомості про Марусю Чурай основані на романтизованій біографії з повісті Олександра Шаховського «Маруся, малоросійська Сафо» (1839). За переказами, Маруся Чурай народилася в 1625 (за іншими версіями — в 1628 або 1629) році в сім'ї козацького сотника Гордія, одного з провідників антипольського повстання. Після смерті батька, котрий був одним зі старшин під час Повстання Острянина та в 1638 році як бунтівник спалений на багатті у Варшаві, залишилася жити з матір'ю в Полтаві. Їхній будинок стояв на березі Ворскли, неподалік Хрестовоздвиженського монастиря, що зберігся досі.
В юності дівчина мала багато залицяльників, серед яких був молодий козак Іван Іскра, але своє серце вона віддала Грицеві Бобренку (за іншими версіями — Гриць Остапенко), сину хорунжого Полтавського полку, з яким згодом таємно заручилася. Зі спалахом Хмельниччини в 1648 році Гриць вирушив на війну, обіцяючи повернутися. Дівчина чекала на нього 4 роки. Проте коли Гриць повернувся до Полтави, він вже не звертав уваги на Марусю, бо покохав іншу, Ганнусю з заможної полтавської сім'ї. Зраджена дівчина не витримала втрати та вирішила отруїти себе зіллям, яке вона таємно взяла в місцевої бабусі-відьми, але яке випадково випив Гриць.
Улітку 1652 року полтавський суд засудив Марусю до страти, але її амністували універсалом Богдана Хмельницького, який приніс Іван Іскра. Текст універсалу: «В розумі ніхто не губить, кого щиро любить. Отже, і карати без розуму не доводиться, а тому наказую: зарахувати голову полтавського урядника Гордія Чурая, відрубану ворогами нашими, заради чудових пісень, що вона їх складала. Надалі ж без мого наказу смертних вироків не здійснювати. Марусю Чурай з-під варти звільнити». Для покути дівчина ходила на прощу до Києва, але повернувшись у 1653 році до Полтави, померла у віці 28 років, не перенісши смерті коханого (за іншими даними — в 1652 році в Полтаві від сухот невдовзі після амністії або стала монашкою одного з українських монастирів).

## Пісні Марусі Чурай

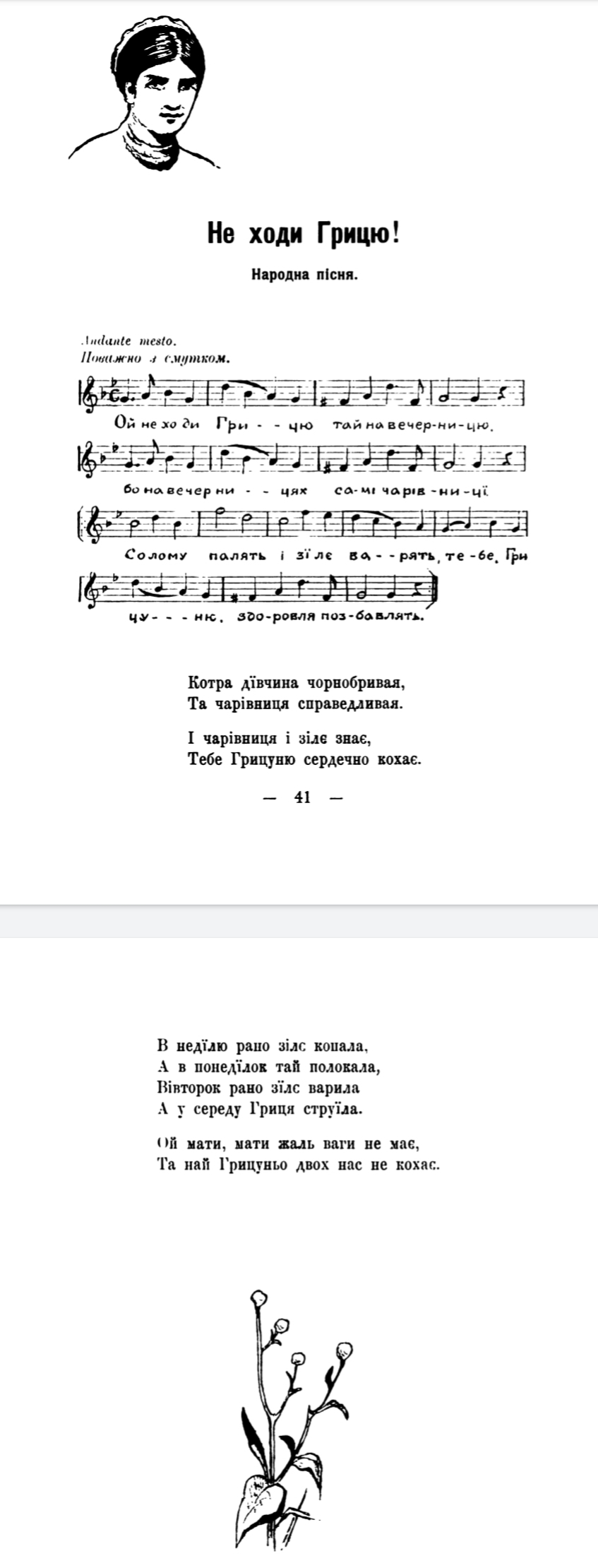
Пісня «Ой, не ходи, Грицю» Марусі Чурай, народна пісня. З віденського видання 1916 року.

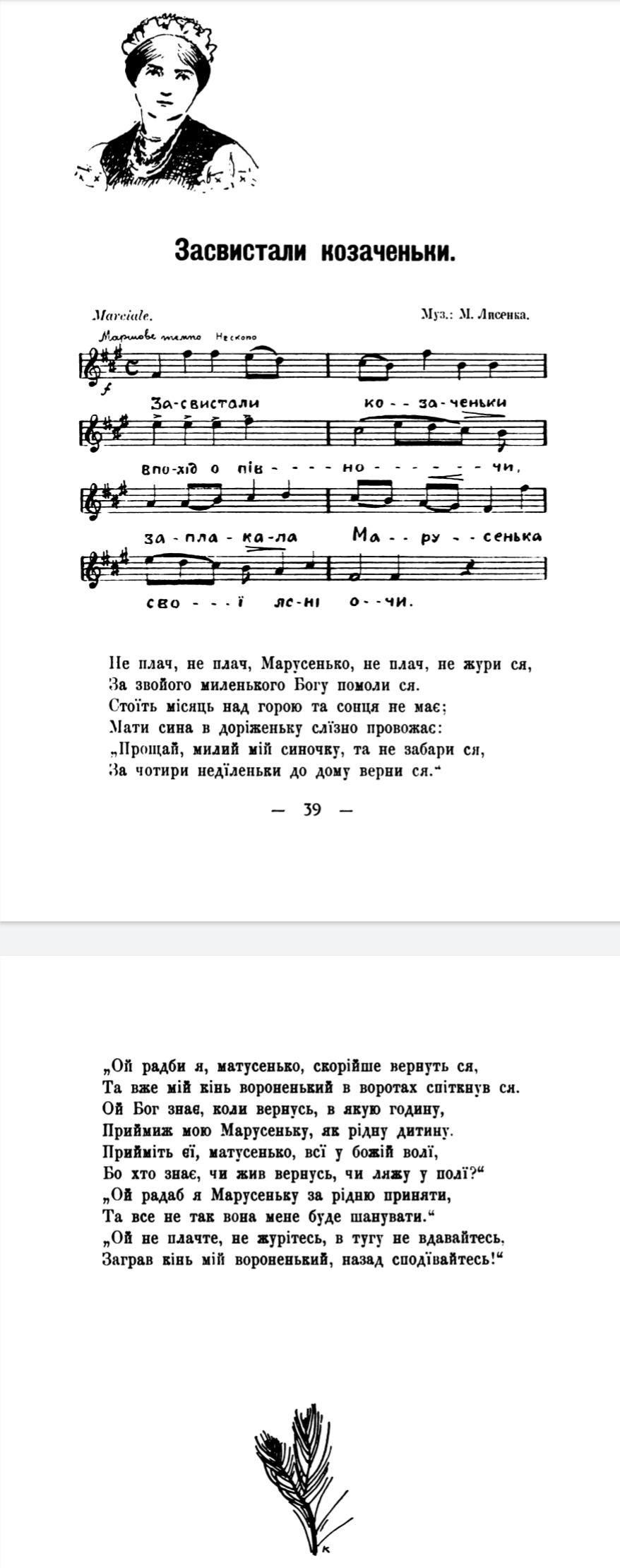
Пісня «Засвистали козаченьки» Марусі Чурай, народна пісня. З віденського видання 1916 року.

Народна пам'ять приписує поетесі авторство близько 20 пісень. Маруся Чурай є авторкою таких популярних українських пісень:
- «Віють вітри»;
- «Сидить голуб на березі»;
- «Зелений барвіночку»;
- «На городі верба рясна»;
- «Ой не ходи, Грицю»;
- «Грицю, Грицю, до роботи»;
- «Засвистали козаченьки»;
- «Котилися вози з гори»;
- «Ішов Милий Горонькою».

Як вважають, свої пісні Маруся Чурай найчастіше створювала на основі подій із власного життя. Тому життєпис самої авторки складено за її ж творами та на основі легенд, переказів, усних спогадів сучасників, записи яких не збереглися.

## Історіографія
У XIX столітті постать Марусі — талановитої складачки пісень, що отруїла зрадливого коханого, хвилювала багатьох діячів української культури. Так, тему отруєння невірного коханця обігрують Левко Боровиковський у баладі «Чарівниця» (1834) та Степан Руданський — балада «Розмай» (1854). Марусі Чурай присвячено оперету «Ой не ходи, Грицю…» (1876) харківського драматурга Володимира Александрова та драму Михайла Старицького з такою ж назвою. Проте це твори, в основу яких покладено пісню Марусі «Ой не ходи, Грицю, та й на вечорниці», а тому в них велика частка вигадки. Перша ж спроба показати справжні події з життя Марусі Чурай належить письменникові Григорію Бораковському, який, використавши розповіді старого козака з Полтавщини, створив драму «Маруся Чурай — українська піснетворка». Через вісім років Володимир Самійленко написав віршовану драму «Маруся Чураївна», в якій, проте, дійсні факти щедро пересипані авторськими домислами.
У 1839 році в книзі «Сто русских литераторов» надруковано історичну повість Олександра Шаховського «Маруся — малоросійська Сафо», на початку якої автор вказав, що «зміст повісті заснований на історичних фактах». Шаховський не був фольклористом і відомості про героїню одержав від Григорія Квітки-Основ'яненка, що цікавився розповідями про Марусю Чурай і зібрав про неї велику кількість матеріалів, на жаль, загублених разом з архівом письменника.
Ще один біографічний нарис «Маруся Чурай, малоросійська співачка», друкований упродовж 1877—1879 років петербурзьким журналом «Пчела», належить Олександру Шкляревському. Автор зазначає, що пісні Марусі Чурай найчастіше пов'язані з її особистим життям, і наводить багато зібраних фольклорних матеріалів про неї.

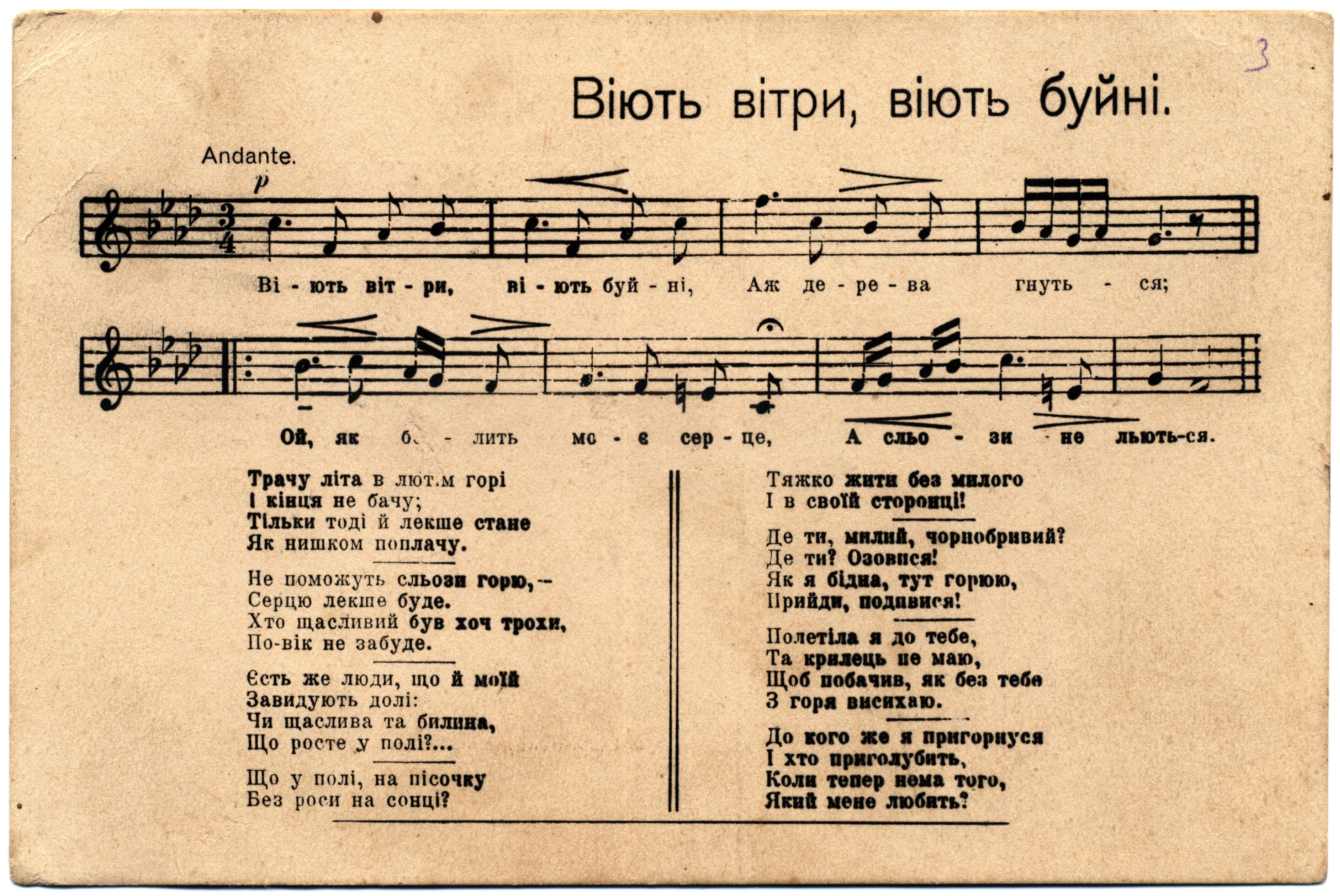
Пісня «Віють вітри, віють буйні» на поштовій листівці початку XX сторіччя

Багато довідкових та наукових праць XIX століття містять матеріали, присвячені Марусі Чурай. Наприклад, у багатотомному виданні «Русский биографический словарь» є стаття В. Гарського «Маруся Чурай», де зазначено: «З пісень, що безумовно належать Марусі, найбільш відомі „Віють вітри“, „Ой не ходи, Грицю“, „Грицю, Грицю, до роботи“, „Сидить голуб на березі“, „Котилися вози з гори“ та ін.» У статті М. Голіцина про Марусю Чурай сказано, що вона була «імпровізаторкою українських пісень і однією з найкращих співачок свого часу». Ще варто згадати статтю професора Київського університету Петра Владимирова «Участь російської жінки в розвитку народної словесності й перші російські письменниці XVIII віку», де він зазначає: «Пісні Марусі Чурай відносяться до першої половини XVII століття. Ми не знаємо, наскільки обґрунтовано приписуються їй відомі малоросійські пісні „Віють вітри, віють буйні“ або „Ой не ходи, Грицю“ та ін., але безперечно, Маруся Чурай була імпровізаторкою деяких малоросійських пісень». Отже, Петро Владимиров цілком погоджується з думкою, що Маруся Чурай — історична особа.
Михайло Возняк припускав, що «лише на фантазії побудована пісенна творчість Марусі Чураївни, якій поприписувано кілька пісень („Ой не ходи, Грицю“, „Засвіт встали козаченьки“, „Віють вітри, віють буйні“, „Грицю, Грицю, до роботи“ й ін.). Сталося це, правдоподібно, з легкої руки недосвідченого знавця України кн. Шаховського, що в повісті „Маруся, малороссийская Сафо“ підсунув героїні з часів Хмельниччини цілком довільно написання згаданих пісень».
Отже, записи переказів про Марусю Чурай до нас не дійшли й, певно, загубилися в архівах, але згадані художні, довідкові й наукові праці свідчать про існування такого фольклору, а, відповідно, і про існування Марусі Чурай. Ще одним підтвердженням цього є такий цікавий факт, поданий у «Післямові» Леоніда Кауфмана: «Український радянський поет Іван Хоменко, збираючи матеріали для своєї драматичної поеми „Марина Чурай“, знайшов у матеріалах козацького законодавства XV—XVII століть текст вироку полтавській піснетворці. Цей цікавий і, поки що, єдиний документ, що доводить історичність особи Марусі Чурай. Зміст вироку, стиль і мовні особливості дають підставу вважати його справжнім історичним документом».
Низка українських літературознавців стверджує, що Марусю Чурай вигадав Олександр Шаховський для повісті «Маруся, малоросійська Сафо» (1839), її біографія — вигадка автора та пізніша літературна містифікація, жодних історичних джерел з її згадками не існує.

## Вшанування пам'яті
- Вулиця Марусі Чурай у містах України.
- Пам'ятник Марусі Чурай у Полтаві, відкритий у 2006 році.

### Образ в культурі
- 1834 — «Чарівниця»: балада Левка Боровиковського.
- 1837 — «Чари»: п'єса Кирила Тополі.
- 1839 — «Маруся, малороссийская Сафо»: повість Олександра Шаховського.
- 1854 — «Розмай»: балада Степана Руданського.
- 1876 — «Ой не ходи, Грицю…»: оперета Володимира Александорова.
- 1882 — «Дай серцю волю, заведе в неволю»: п'єса Марка Кропивницького.
- 1887 — «Ой, не ходи, Грицю, та й на вечорниці»: драма Михайла Старицького.
- 1887 — «Маруся Чурай, українська піснетворка»: драма Григорія Бораковського.
- 1896 — «Маруся Чураївна»: драма Володимира Самійленка.
- 1909 — «В неділю рано зілля копала»: повість Ольги Кобилянської.
- 1934 — «Маруся Шурай»: історична п'єса Івана Микитенка (переробка драми М. Старицького).
- 1967 — «Марина Чурай»: драматична поема Івана Хоменка.
- 1968 — «Дівчина з легенди»: драматична поема Любов Забашти.
- 1975 — «До тієї Чураївни (Парубоцька балада)»: поема Бориса Олійника (збірка поезій «Гора»).
- 1978 — «Ой не ходи, Грицю, та й на вечорниці»: художній фільм Ростислава Синько, за мотивами твору Михайла Старицького.
- 1979 — «Маруся Чурай»: історичний роман у віршах Ліни Костенко.
- 1990 — «Засвіт встали козаченьки…»: історична повість Валентина Чемериса.

До її образу зверталися також Іван Сенченко («Ой не ходи, Грицю, та на вечорниці»), Марія Вольвач (п'єса «Охайнулась, та пізно»), В. Черемша (повість «Маруся Чурай», 1969), Юзеф Богдан Залеський, Ольга Чюміна (Михайлова) та інші.